# Valerianoideae
Valerianoideae es una subfamilia de Caprifoliaceae según APG III, que antes tenía su propia familia Valerianaceae. Es género tipo es: Valeriana L.

## Géneros
- Aligera
- Aretiastrum
- Centranthus
- Fedia
- Nardostachys
- Patrinia
- Plectritis
- Pseudobetckea
- Valeriana
- Valerianella